# Грифоны

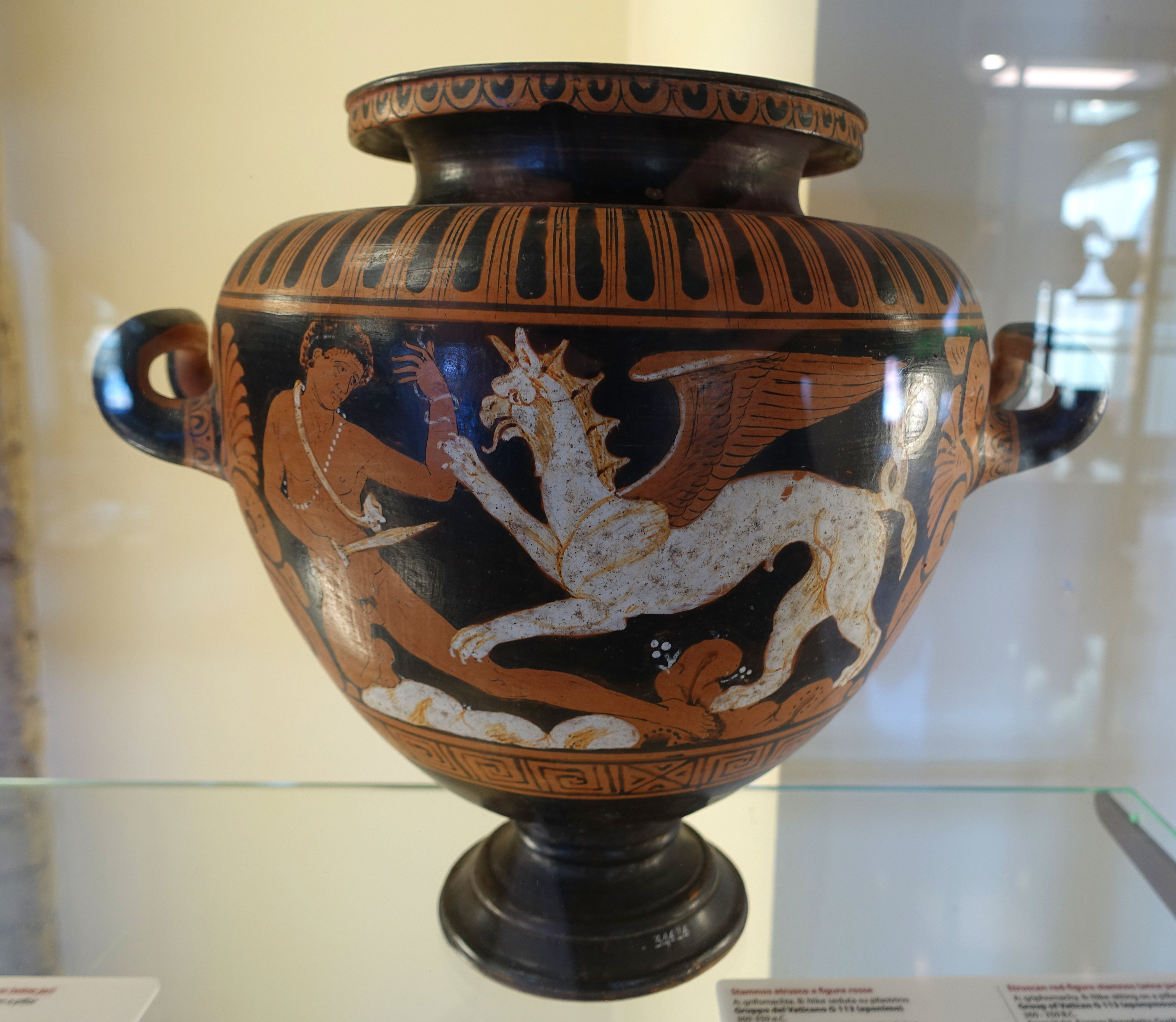
Грифон на этрусской вазе (360—350 гг. до н. э.)

Грифо́ны (др.-греч. γρύψ, лат. grȳphus в ед.ч. грифон) — мифические крылатые существа с туловищем льва (львицы) и птичьей головой (головой орла).

## Символика
Грифоны имеют острые когти и белоснежные, или золотистого цвета крылья. Грифоны — противоречивые существа, одновременно объединяющие Небеса и Землю, Добро и Зло. Их роль — и в различных мифах, и в литературе — неоднозначна: они могут выступать и как защитники, покровители; и как злобные, ничем не сдерживаемые звери. Поскольку лев традиционно считался царём зверей, а орел — царём птиц, в Средние века грифон считался особенно могущественным и величественным существом. С античных времён грифоны известны тем, что охраняли сокровища или другое ценное имущество. В другом источнике грифоны, чудовищные животные стерегли серебро и золото, сокрытое в горах и реках с которыми беспрестанно воевали аримаспы. В греческих и римских текстах грифоны вместе с легендарным народом аримаспов ассоциировались с месторождениями золота Средней Азии. Так Плиний Старший писал: «говорят, что грифоны откладывают яйца в норы на земле, и эти гнезда содержат золотые самородки».
В средневековой геральдике грифон стал христианским символом божественной силы и вообще хранителем всего божественного.

## Этимология
Слово происходит от лат. grȳphus и через него от греч. γρύψ. 
- По одной из гипотез, греческое название восходит к ивр. כְּרוּב‎ [kər'ūḇ] «керуб» (см. херувим)[8].
- Согласно другой гипотезе, оно происходит от греч. γρυπός («крючконосый»).
- Также возможно, что grupos было позаимствовано из восточных языков: возможно, от аккад. 𒅗𒊏𒁍 karabu («благословлять») или ассирийского k’rub, то есть «фантастическое крылатое существо»[9].

## Символическое значение образа

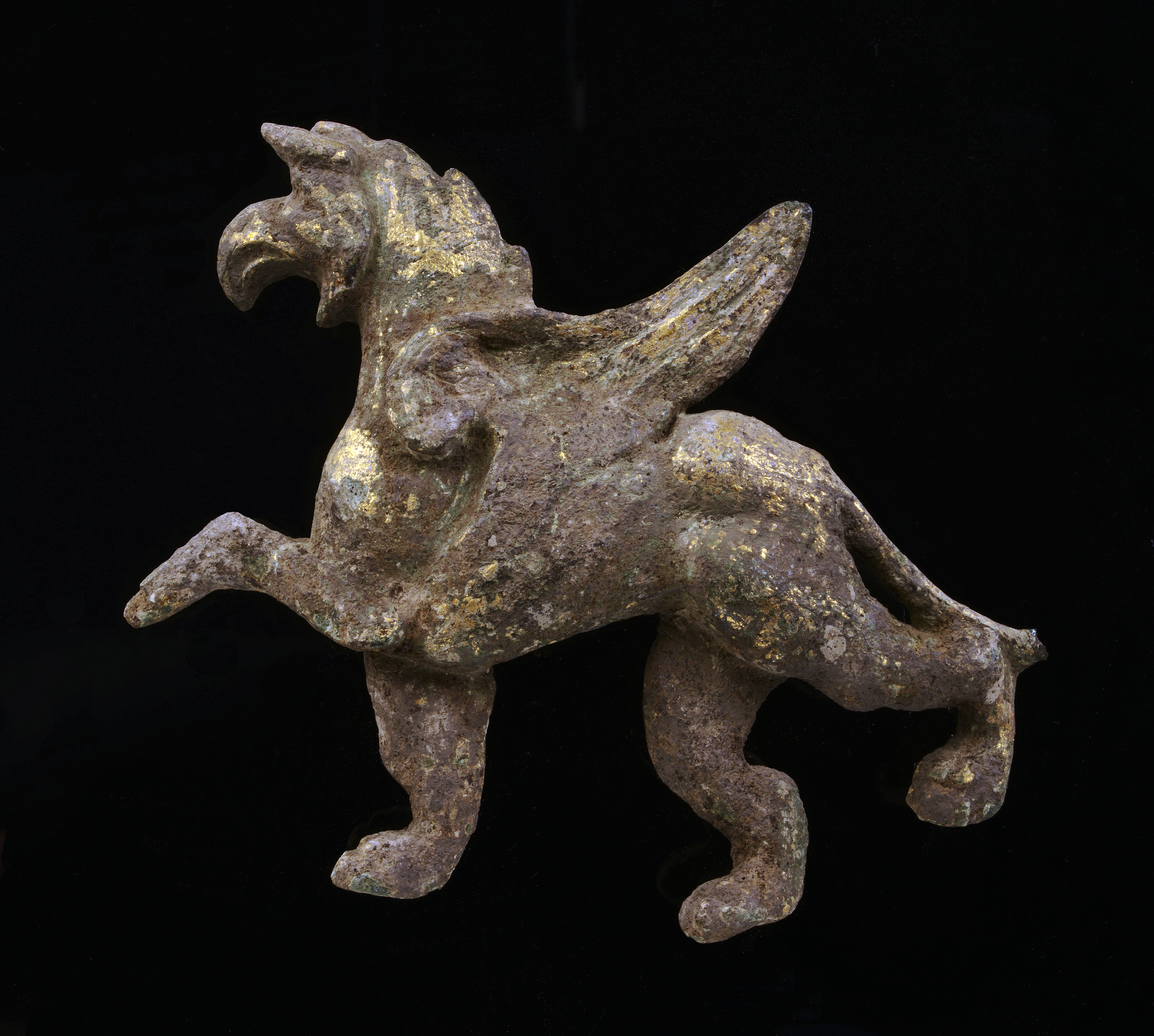
Римская фигура грифона из бронзы (50-270 гг. н. э.)

Эти мистические существа символизируют власть над небом и землёй, силу, бдительность и гордыню. Грифон также стал атрибутом богини возмездия — Немезиды: её часто изображали в колеснице, запряженной грифонами.

## Возникновение образа
Историк Адриенна Майор в своей книге «Первые охотники за окаменелостями» (1993) предположила, что образ грифона навеян древнегреческим историкам рассказами скифов-золотоискателей Алтая, которые могли наблюдать в песках пустыни Гоби окаменелые кости динозавров протоцератопсов, освобождённые из дюн ветрами. Описание грифона вполне применимо к этим ископаемым скелетам: размеры животного, наличие клюва, соседство с золотыми россыпями, роговой затылочный воротник протоцератопса способен раскалываться от времени, и его остов на плечах мог создавать иллюзию ушей и крыльев.

### Образ в Древнем мире
Впервые изображения грифонов засвидетельствованы на дворцовых фресках Крита позднеминойского периода. Также изображения грифонов встречались в древнем Египте и древней Персии, но наибольшее распространение они получили в искусстве античного греческого мира.

### Образ в Античности

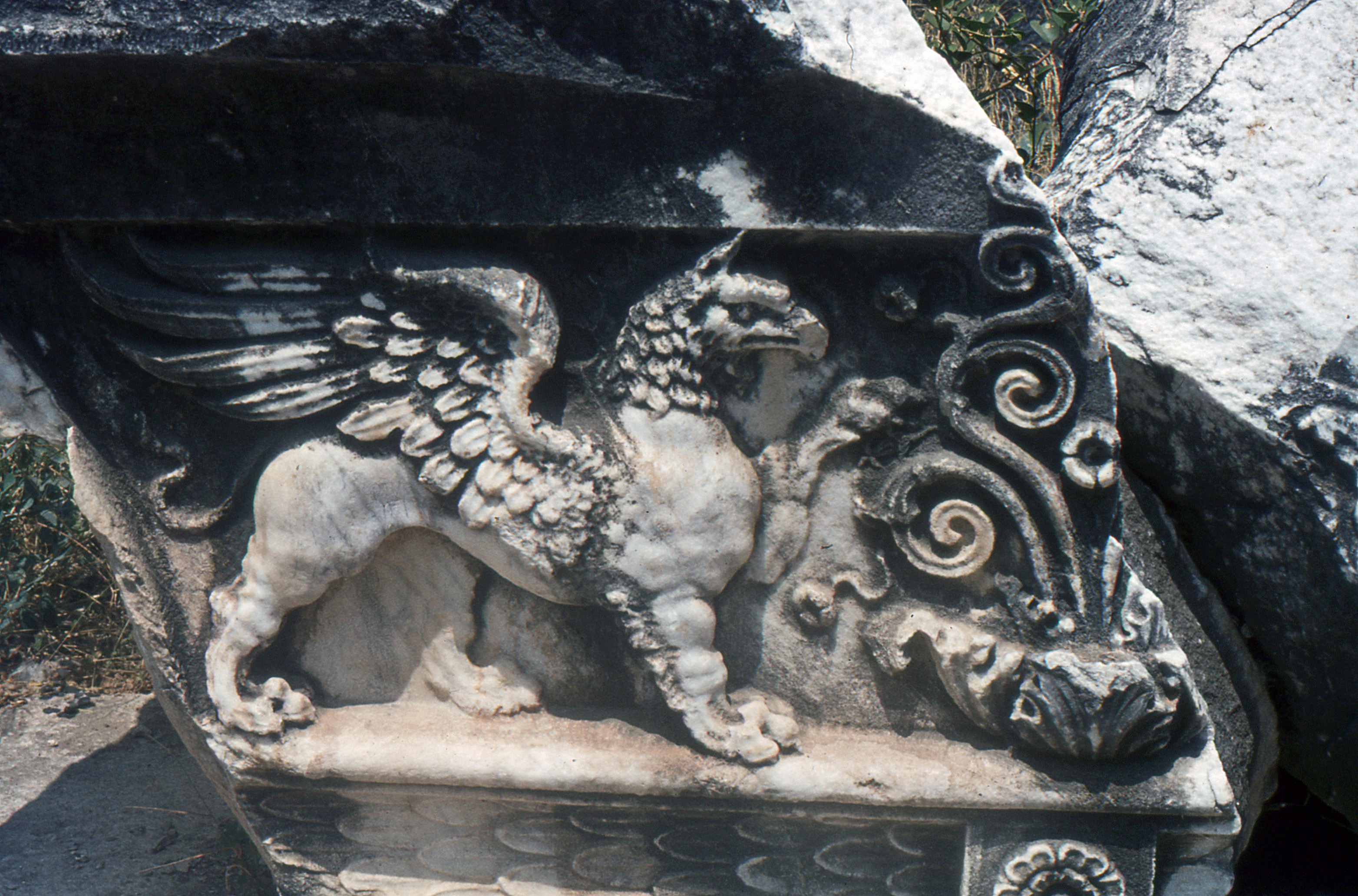
Барельеф с изображением грифона. Храм Аполлона в античном городе Дидима

Одними из первых упоминают о грифонах поэт VI в. до н. э. Аристей из Проконнеса, Эсхил (Прометей 803) и Геродот (История IV 13).

#### Аристей
Аристей совершил путешествие вглубь Центральной Азии в поисках гиперборейцев и их святилища Аполлона, который почитался в этих краях как повелитель света и тьмы. В своих странствиях Аристей повстречал племя иммедонийцев, поведавших ему о том, что к северу от их земель находится горная цепь — обитель холодных ветров. Греческий путешественник решил, что это были Кавказские горы, хотя современные учёные больше склоняются к мнению, что это был скорее Урал или даже Алтай.

#### Геродот
Геродот пишет, что это чудовища с львиными телами и орлиными крыльями и когтями, которые живут на крайнем севере Азии в Гиперборее и охраняют от одноглазых аримаспов (сказочных обитателей севера) месторождения золота.

#### Эсхил
Эсхил называет грифонов «птицеклювыми собаками Зевса, которые не лают».

### Грифоны и скифы

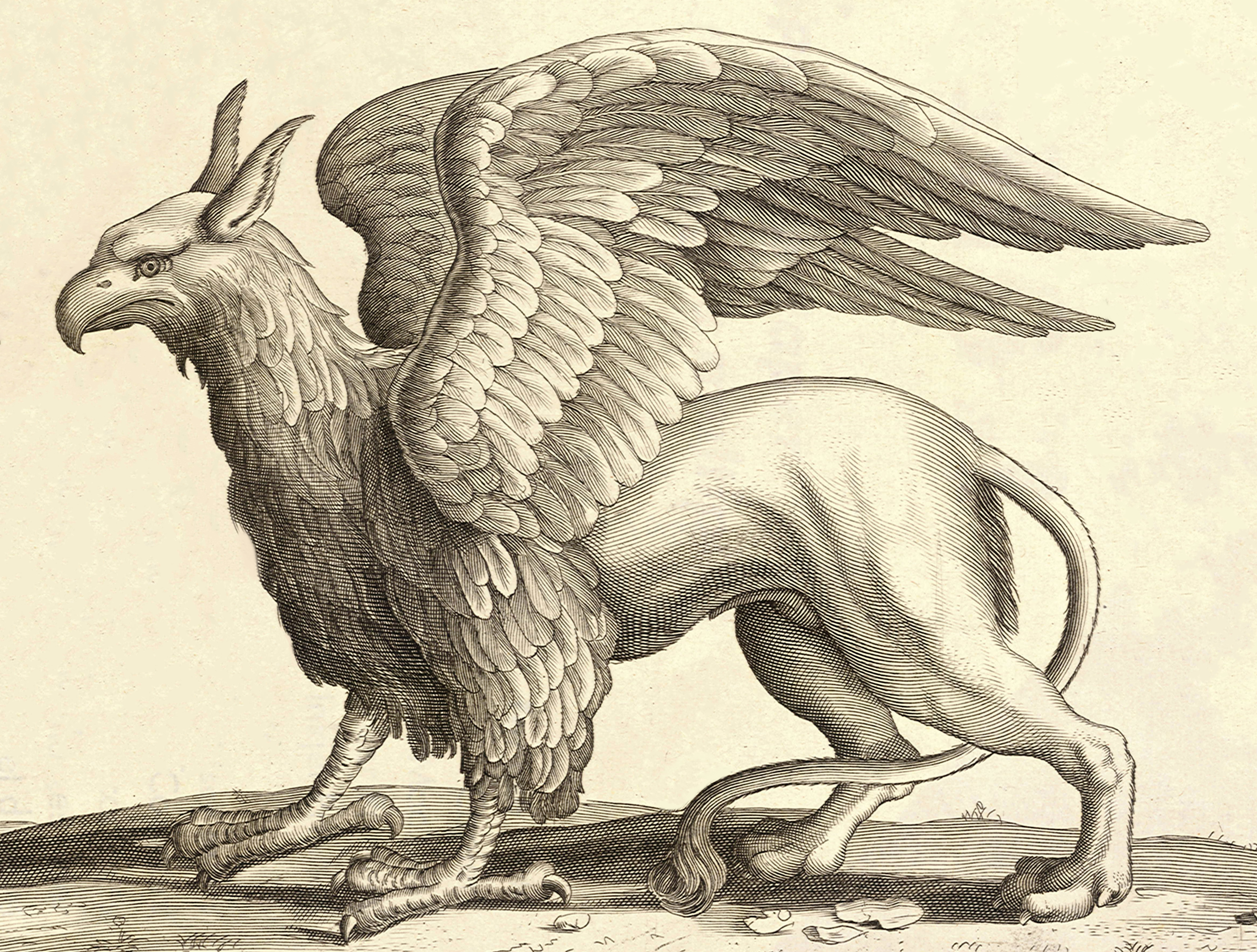
Грифон на иллюстрации Вацлава Холлара, XVII в.

Грифонов связывают также с некоторыми образами скифского «звериного стиля». Греки полагали, что грифоны были стражами золотых копей скифов. Более поздние авторы добавляют массу подробностей в описание грифонов: это самые сильные из зверей (за исключением львов и слонов), свои гнезда они строят из золота, с героями и богами в конфликты не вступают. Так же считалось, что грифоны родом из Индии, где они охраняли огромные сокровищницы с золотом.

### Образ в Средневековье
Средневековый энциклопедист Бартоломей Английский описывал их следующим образом в своей книге «О свойствах вещей»:
«Грифон во Второзаконии упоминается среди птиц. В глоссе сказано: у грифона четыре лапы, голова и крылья как у орла, а остальное тело как у льва. Грифоны обитают в Гиперборейских горах и очень враждебны по отношению к лошадям и людям. В свое гнездо они кладут камень изумруд против ядовитых зверей этих гор» («De proprietatibus rerum» (190: XII, 20).

### В армянской мифологии
В древнеармянской мифологии ангх (арм. Անգղ), — тотемная птица-грифон, символизировавшая небесный дух. Изображения ангха сохранились в наскальном и изобразительном искусстве, в топонимах Ангх в Айрарате, Айоц-Дзоре (Ван), и селе Ангехакот (Сюник).

### В персидской мифологии
В персидской мифологии ширдал (перс. شیردال‎ [shirdal] — «лев-орёл») — птица-грифон, защитник от зла, колдовства и тайной клеветы. Ширдал появился в искусстве Ирана с конца 2-го тысячелетия до н. э., хотя его изображения появились на цилиндрических печатях из Суз ещё в 3000 году до н. э. Ширдалы также являются распространёнными мотивами в искусстве Лурестана, Северного и Северо-Западного региона Ирана в железном веке. Особое распространение ширдал получил в Ахеменидскую эпоху.

## В геральдике
Грифон — часто встречающаяся негеральдическая фигура в гербах. Символизирует могущество, власть, бдительность, быстроту и силу. Мужской вариант грифона, встречающийся в английской геральдике (англ. male griffin), изображается бескрылым и с пучками алых шипов (обозначающих солнечные лучи), выходящих из тела, иногда даже с рогами или бивнями.
Существует образ морского грифона (англ. sea-griffin), обозначающего связь армигера с водой. Такой грифон обычно бескрыл и имеет рыбий хвост вместо львиной части тела.

## В архитектуре
Архитектурное украшение в виде фантастического существа с туловищем льва и головой орла или льва встречается в виде барельефов на стенах зданий, а также в виде скульптур, располагающихся на крышах и венчающих колонны и пьедесталы.

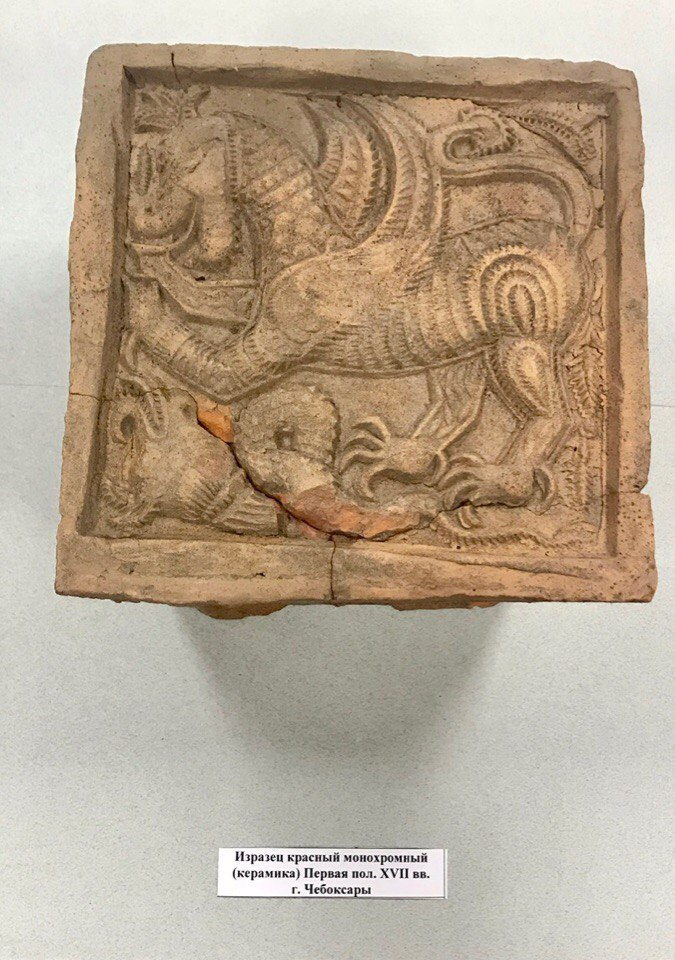
Грифон на изразце из Чебоксар
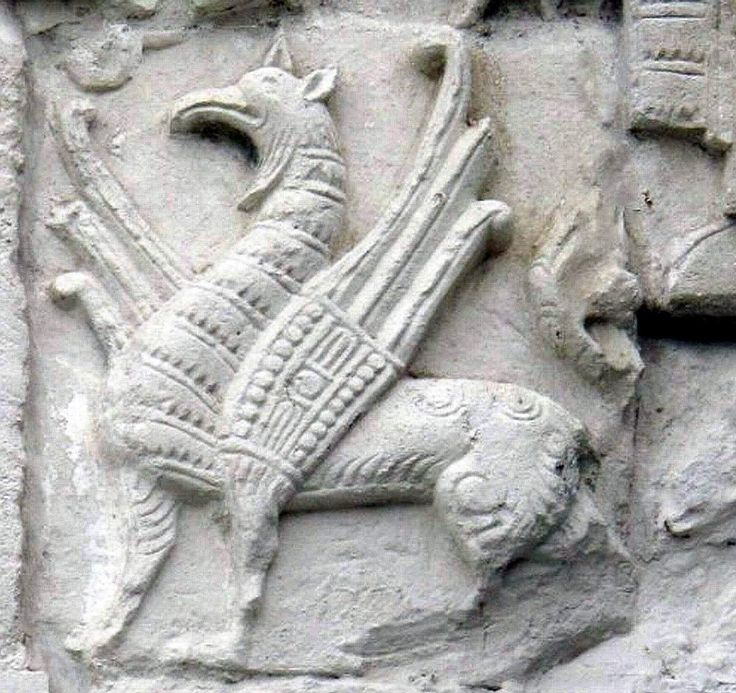
Грифон на Георгиевском соборе в Юрьеве-Польском
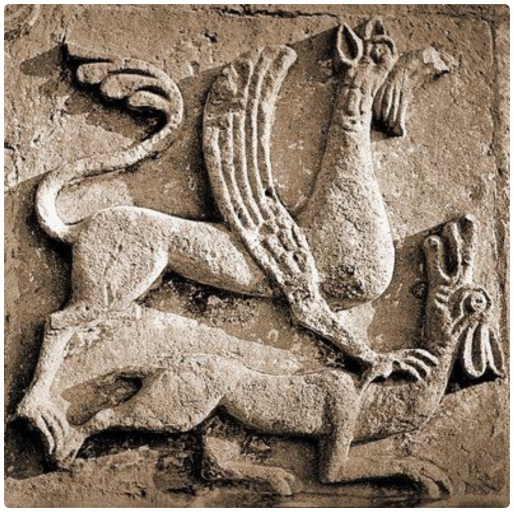
Грифон на Дмитриевском соборе во Владимире
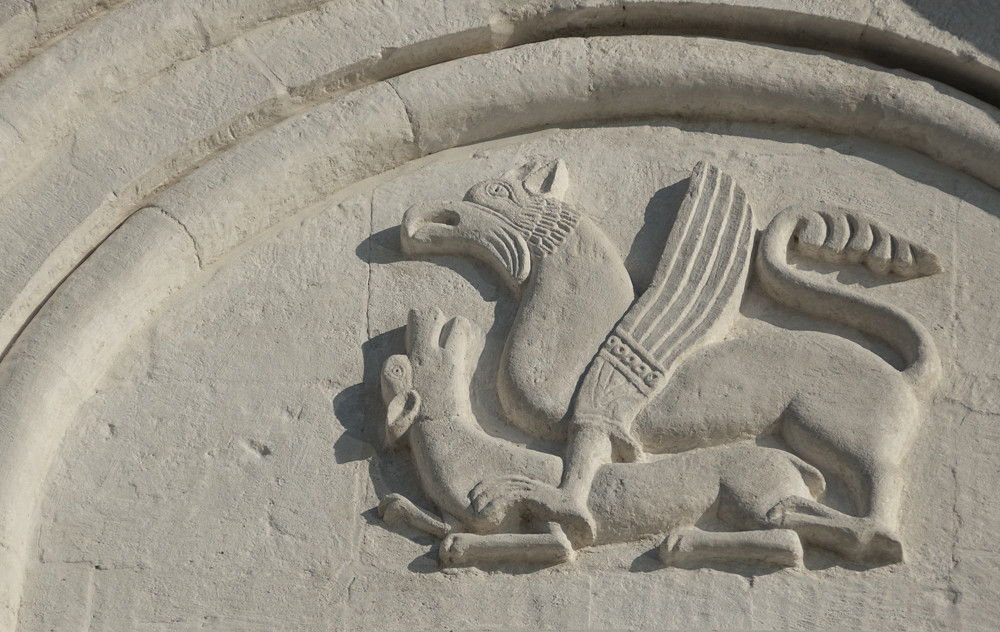
Грифон на Дмитриевском соборе во Владимире

## В современной культуре
Грифон — популярный персонаж произведений в жанрах фэнтези, встречающийся в художественной литературе, кинематографе и компьютерных играх.

## Галерея

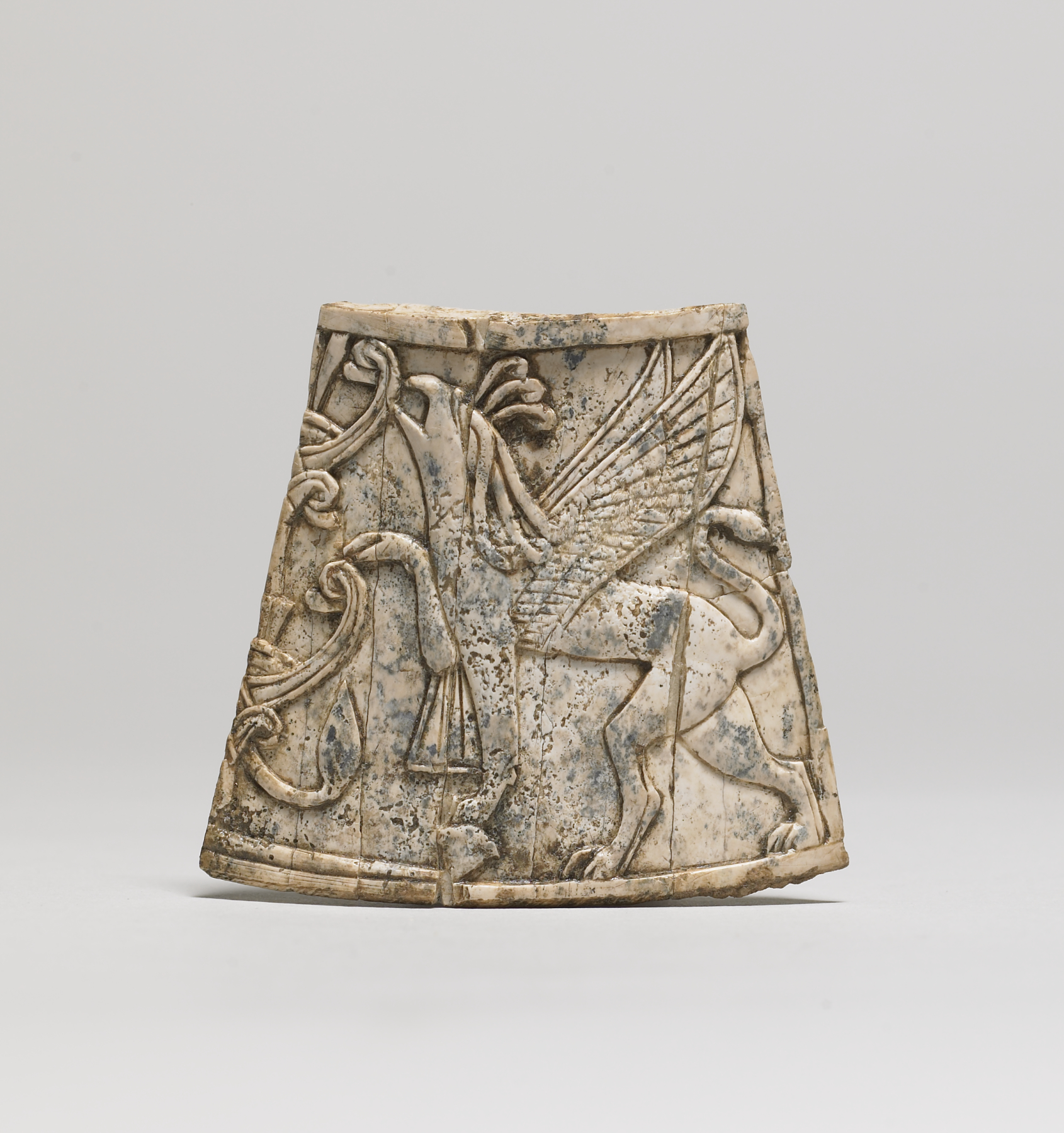
Нео-ассирийское искусство, финикийский стиль.  Слоновая кость; 8-й век до н. э.. Художественный музей Уолтерса
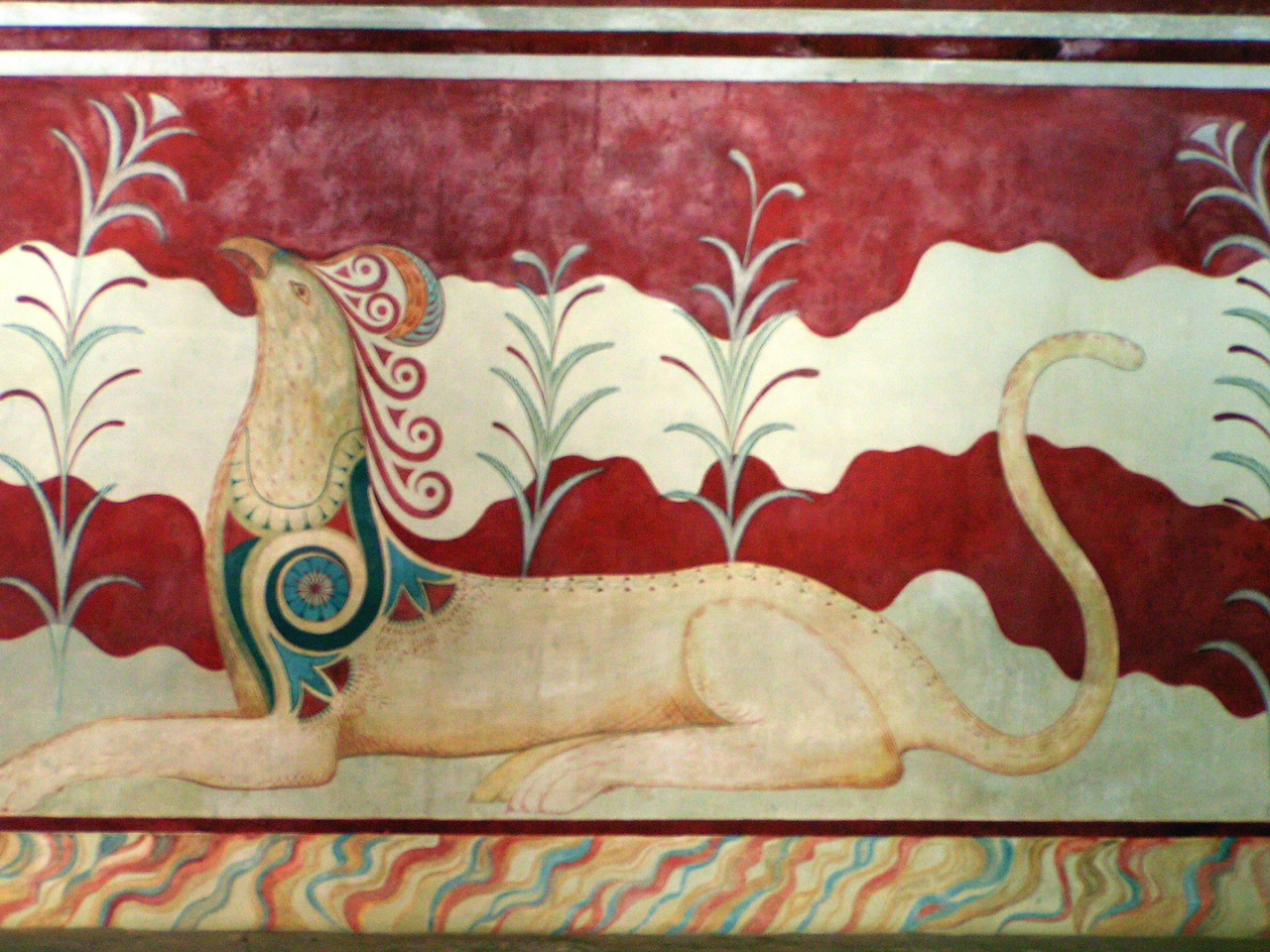
Грифон на дворцовых фресках Крита
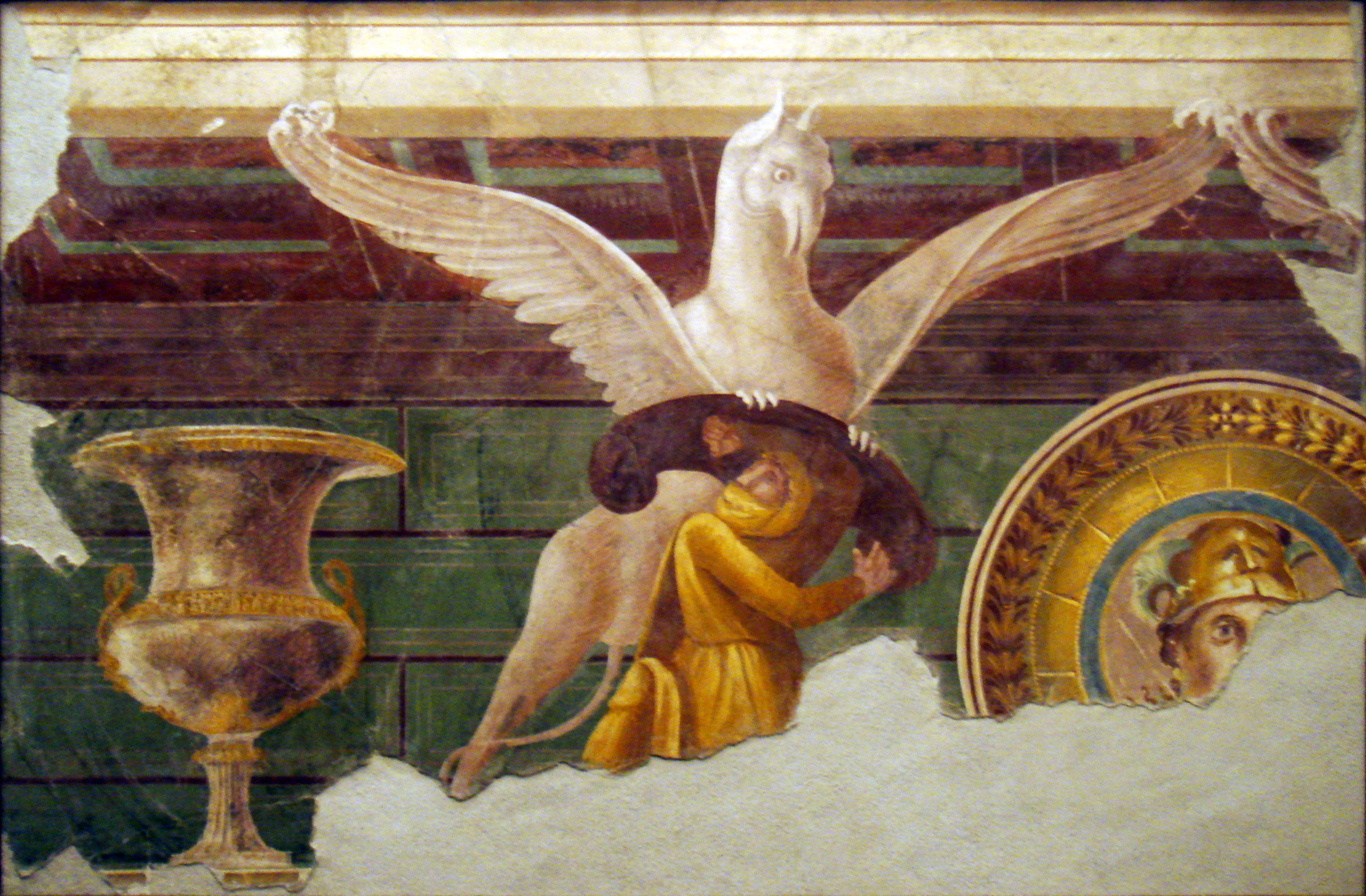
Настенная роспись помпейской Виллы Мистерий (ок. II-I в. до н. э.)
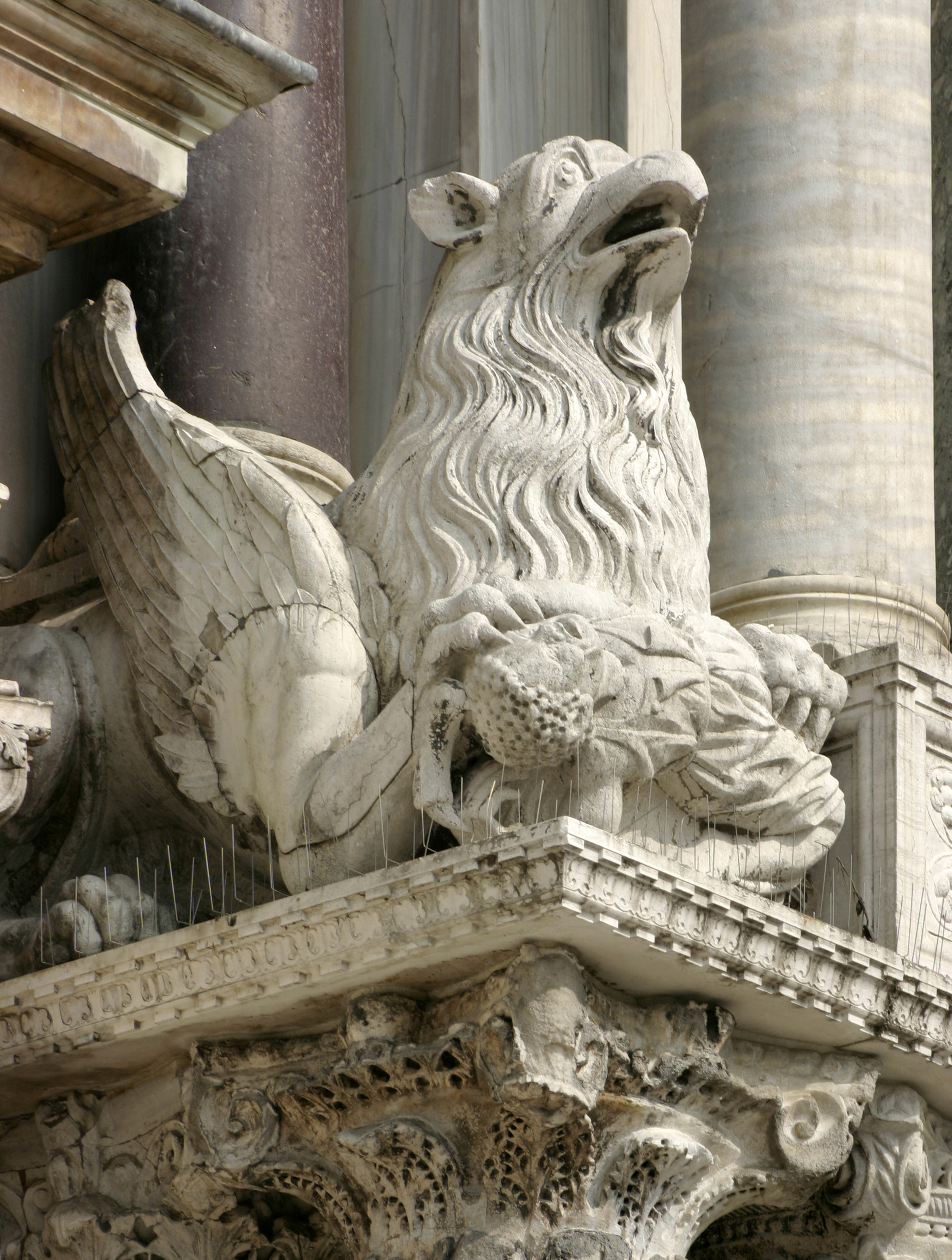
Статуя грифона в базилике Сан-Марко.
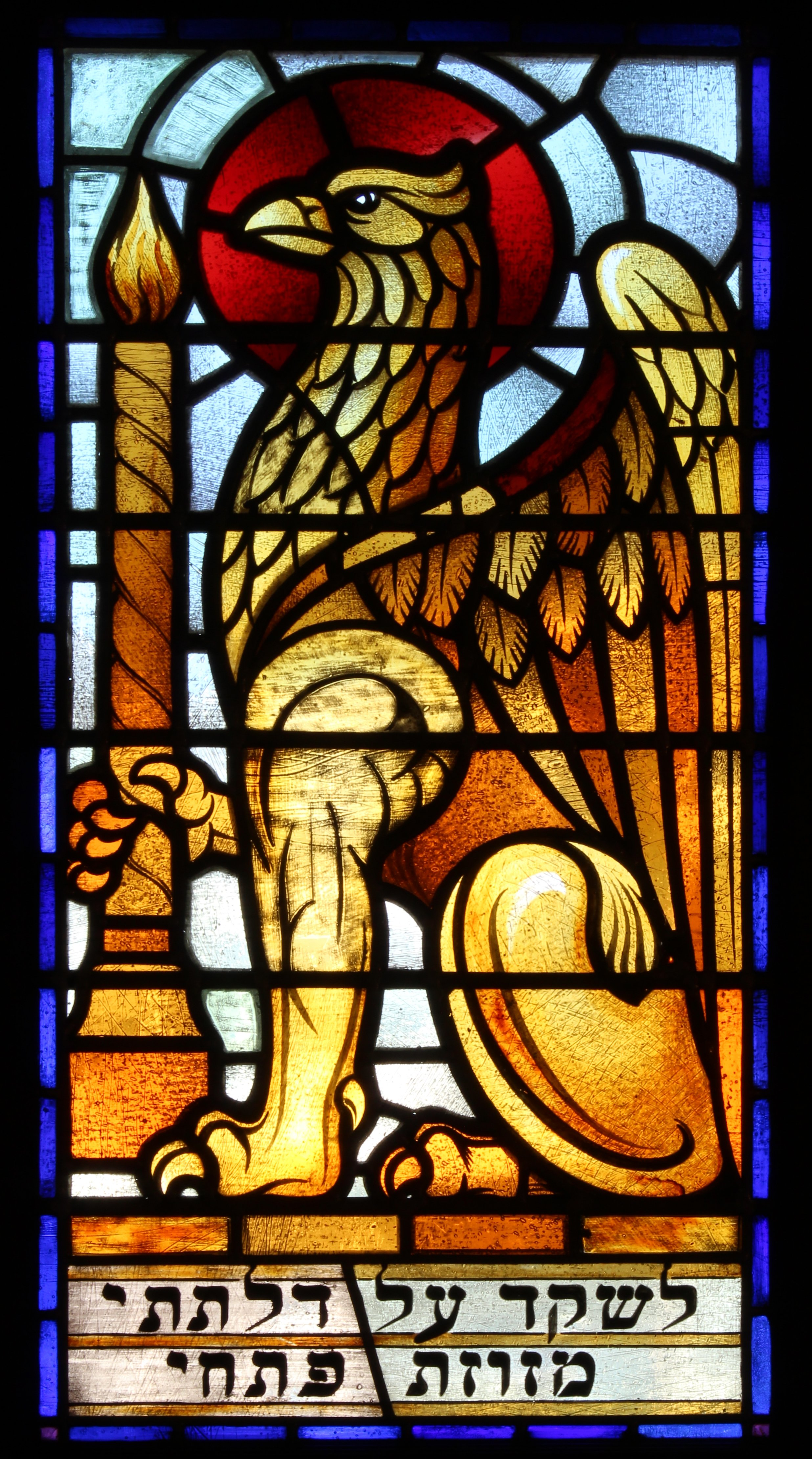
Витраж из синагоги в Энсхеде. Надпись гласит: «Блаженны те, кто слушают меня, ежедневно бодрствуют у моих дверей, ждут у моих дверей».